# Hollandia az 1952. évi téli olimpiai játékokon
Hollandia a norvégiai Oslóban megrendezett 1952. évi téli olimpiai játékok egyik részt vevő nemzete volt. Az országot az olimpián 3 sportágban 11 sportoló képviselte, akik összesen 3 érmet szereztek.

## Érmesek
| Érem  | Versenyző         | Sportág        | Versenyszám    |
| ----- | ----------------- | -------------- | -------------- |
| Ezüst | Wim van der Voort | Gyorskorcsolya | Férfi 1500 m   |
| Ezüst | Kees Broekman     | Gyorskorcsolya | Férfi 5000 m   |
| Ezüst | Kees Broekman     | Gyorskorcsolya | Férfi 10 000 m |

## Alpesisí
Férfi
| Versenyző        | Versenyszám      | 1. futam | 1. futam | 2. futam | 2. futam | Összesítés | Összesítés |
| Versenyző        | Versenyszám      | Idő      | Hely.    | Idő      | Hely.    | Idő        | Helyezés   |
| ---------------- | ---------------- | -------- | -------- | -------- | -------- | ---------- | ---------- |
| Dick Pappenheim  | Lesiklás         |          |          |          |          | 3:00,0     | 45.        |
| Dick Pappenheim  | Műlesiklás       | 1:29,1   | 74.      | kiesett  | kiesett  | kiesett    | kiesett    |
| Dick Pappenheim  | Óriás-műlesiklás |          |          |          |          | 2:57,6     | 52.        |
| Peter Pappenheim | Lesiklás         |          |          |          |          | 3:05,7     | 48.        |
| Peter Pappenheim | Műlesiklás       | 1:22,6   | 68.      | kiesett  | kiesett  | kiesett    | kiesett    |
| Peter Pappenheim | Óriás-műlesiklás |          |          |          |          | 3:15,1     | 70.        |

Női
| Versenyző              | Versenyszám      | Eredmény | Helyezés |
| ---------------------- | ---------------- | -------- | -------- |
| Margriet Prajoux-Bouma | Óriás-műlesiklás | 3:31,0   | 40.      |

## Gyorskorcsolya
| Versenyző           | Versenyszám | Eredmény       | Helyezés       |
| ------------------- | ----------- | -------------- | -------------- |
| Kees Broekman       | 1500 m      | 2:22,8         | 5.             |
| Kees Broekman       | 5000 m      | 8:21,6         |                |
| Kees Broekman       | 10 000 m    | 17:10,6        |                |
| Jan Charisius       | 500 m       | nem ért célba~ | nem ért célba~ |
| Anton Huiskes       | 5000 m      | 8:28,5         | 4.             |
| Anton Huiskes       | 10 000 m    | 17:25,5        | 5.             |
| Gerard Maarse       | 500 m       | 44,2           | 8.*            |
| Gerard Maarse       | 1500 m      | 2:24,3         | 12.*           |
| Cockie van der Elst | 500 m       | 45,3           | 19.*           |
| Cockie van der Elst | 1500 m      | 2:27,6         | 26.*           |
| Wim van der Voort   | 500 m       | 45,3           | 19.*           |
| Wim van der Voort   | 1500 m      | 2:20,6         |                |
| Wim van der Voort   | 5000 m      | 8:30,6         | 5.             |
| Egbert van 't Oever | 5000 m      | 8:47,6         | 19.            |
| Egbert van 't Oever | 10 000 m    | 18:20,8        | 19.            |

* - egy másik versenyzővel azonos eredményt ért el

~ - a futam során elesett

## Műkorcsolya
| Versenyző       | Versenyszám | Kötelező elemek   | Kötelező elemek | Kűr               | Kűr   | Összesítés                     | Összesítés                     | Összesítés                     | Összesítés                     | Összesítés                     | Összesítés                     | Összesítés                     | Összesítés                     | Összesítés                     | Összesítés        | Összesítés  | Összesítés | Összesítés |
| Versenyző       | Versenyszám | Kötelező elemek   | Kötelező elemek | Kűr               | Kűr   | Helyezési pontszámok bírónként | Helyezési pontszámok bírónként | Helyezési pontszámok bírónként | Helyezési pontszámok bírónként | Helyezési pontszámok bírónként | Helyezési pontszámok bírónként | Helyezési pontszámok bírónként | Helyezési pontszámok bírónként | Helyezési pontszámok bírónként | Több. hely. száma | Hely. össz. | Pont       | Helyezés   |
| Versenyző       | Versenyszám | Több. hely. száma | Hely.           | Több. hely. száma | Hely. | 1                              | 2                              | 3                              | 4                              | 5                              | 6                              | 7                              | 8                              | 9                              | Több. hely. száma | Hely. össz. | Pont       | Helyezés   |
| --------------- | ----------- | ----------------- | --------------- | ----------------- | ----- | ------------------------------ | ------------------------------ | ------------------------------ | ------------------------------ | ------------------------------ | ------------------------------ | ------------------------------ | ------------------------------ | ------------------------------ | ----------------- | ----------- | ---------- | ---------- |
| Lidy Stoppelman | Női egyéni  | 5×20+             | 21.             | 5×22+             | 23.   | 22,0                           | 22,0                           | 19,0                           | 22,0                           | 21,0                           | 21,0                           | 23,0                           | 21,0                           | 22,0                           | 8×22+             | 193,0       | 1111,9     | 22.        |